# 新疆生产建设兵团教育局
新疆生产建设兵团教育局，简称兵团教育局，位于新疆维吾尔自治区乌鲁木齐市天山区光明路196号，成立于1954年，是新疆生产建设兵团主管教育的行政部门。与新疆生产建设兵团语言文字工作委员会（简称兵团语委）一个机构两块牌子，兵团党委教育工作领导小组办公室秘书处设在该局。

## 组织机构
- 办公室
- 政策法规研究处（教育督导处）
- 教师工作处
- 思想政治工作处
- 发展规划处（民办教育处）
- 基础教育处（校外教育培训监管处）
- 高等教育处（职业教育与成人教育处、学位管理与研究生教育处）
- 语言文字管理处（体育卫生艺术与科学教育处）
- 机关党委